# Agnes Gierck

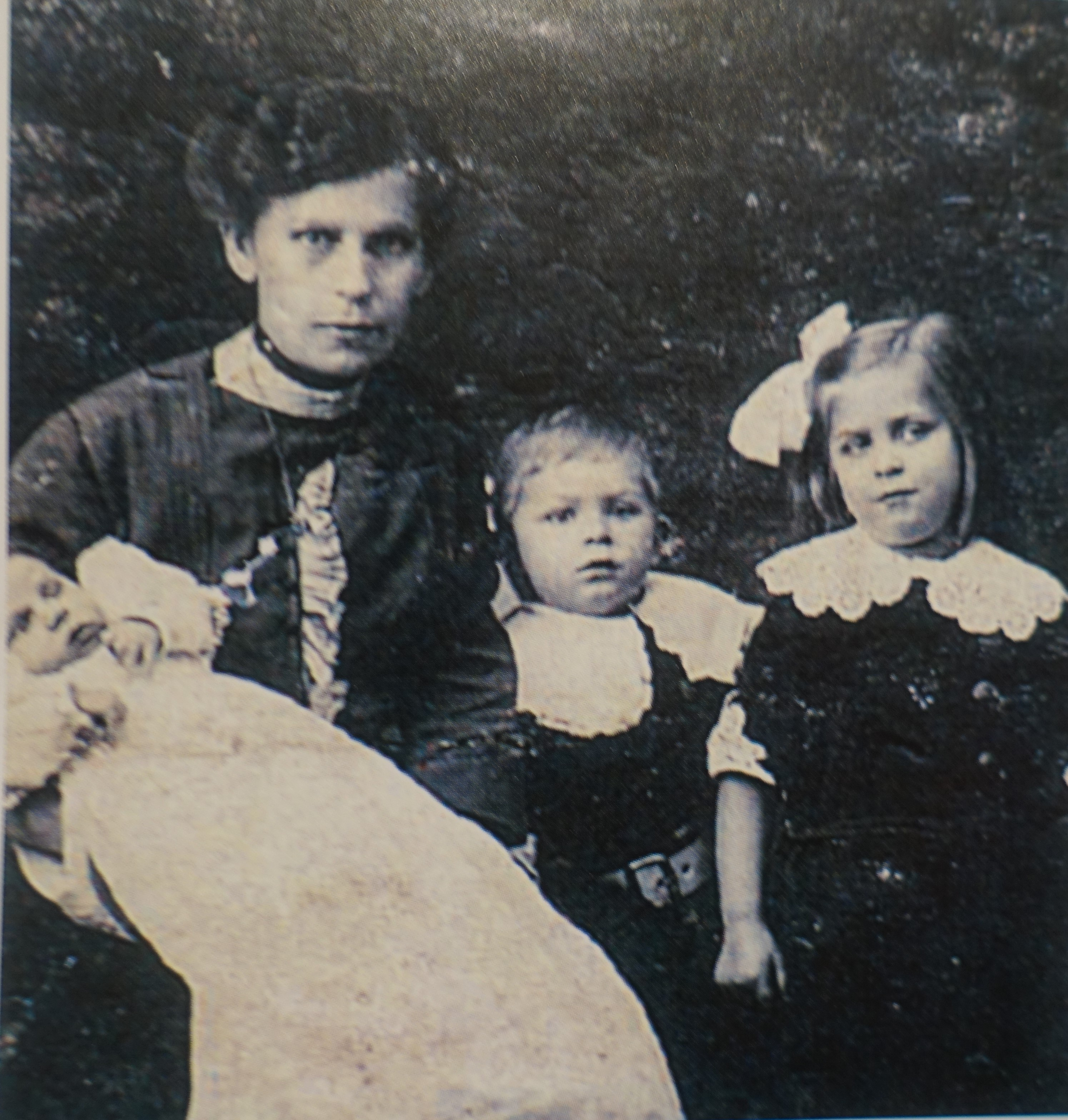
Agnes Gierck mit ihren Kindern etwa um 1914

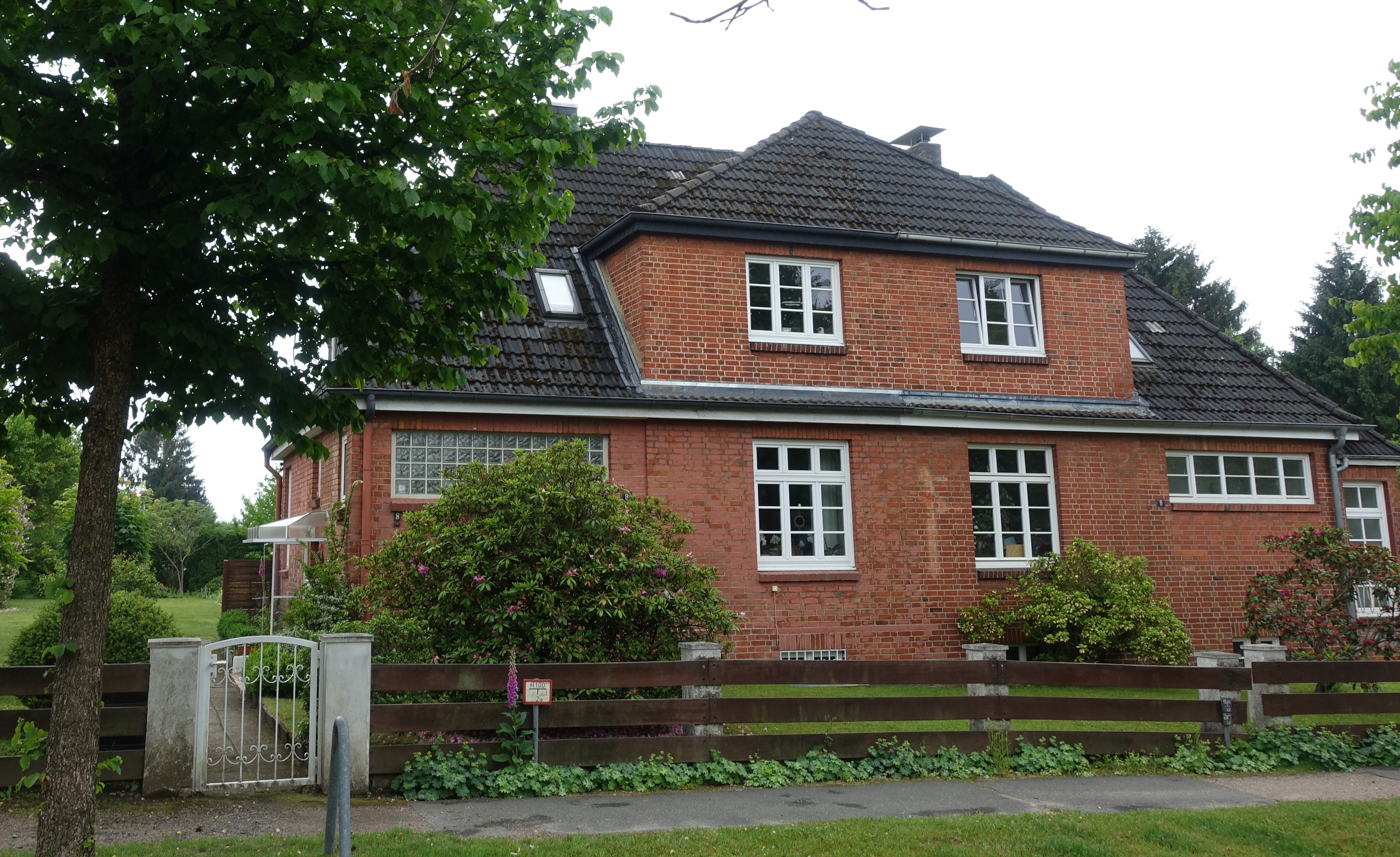
Wohnhaus von Agnes Gierck Wattkorn 8 (2020)

Agnes Gierck (* 28. Februar 1886 als Agnes Höhne in Weimar; † 12. November 1944 in Hamburg) war eine deutsche Widerstandskämpferin gegen den Nationalsozialismus.

## Leben und Wirken
Agnes Höhne war die Tochter eines Schlachters aus Weimar. Mit ihren Eltern zog sie nach Hamburg, wo sie in finanziell prekären Verhältnissen aufwuchs. Sie besuchte eine Volksschule und arbeitete danach als Hausangestellte, später als Plätterin. Nach der Hochzeit mit dem Steinträger und Arbeiter Carl Gierck nahm sie 1909 dessen Familiennamen an. Das Ehepaar hatte die Tochter Wilma (* 1909) und die Söhne Herbert (* 1912) und Erwin (* 1914). Das Wohnhaus, in dem die Familie in der Fritz-Schumacher-Siedlung wohnte, steht am Wattkorn 8 in Hamburg-Langenhorn.
Das Ehepaar Gierck beteiligte sich seit 1929 an der Arbeit der KPD. Agnes Gierck engagierte sich in einer fünfköpfigen Arbeitsgruppe, die sich auf eine Zukunft im Untergrund vorbereitete. Außerdem verbreitete sie Zeitschriften und Flugblätter, die sich gegen die Nationalsozialisten richteten und vor einem möglichen Krieg warnten. Als Kassiererin für die Rote Hilfe Deutschlands verwaltete sie deren Spendengelder. Nach einer Anzeige wurde Gierck am 1. Oktober 1934 aufgrund des „Verdachts der Vorbereitung zum Hochverrat“ festgenommen. Das Oberlandesgericht Hamburg warf ihr neben dem Hochverrat Volksverhetzung vor. Außerdem habe sie Mitgliedsbeiträge an die KPD und die Rote Hilfe gezahlt, die Rote Hilfe als Kassiererin unterstützt und verbotene Zeitungen verbreitet, so die Anklage.
Ihr Ehemann und der Sohn Herbert erhielten eine Haftstrafe von einem Jahr und sechs Monaten, der Schwiegersohn Willi Goes ein Jahr und drei Monate. Ihre eigene zweijährige Haftstrafe saß Agnes Gierck im Frauengefängnis Lübeck ab. Danach arbeitete sie weiter im Untergrund. 1942 erkrankte sie an Krebs. Sie starb zwei Jahre später im Alsterdorfer Krankenhaus.

## Ehrungen

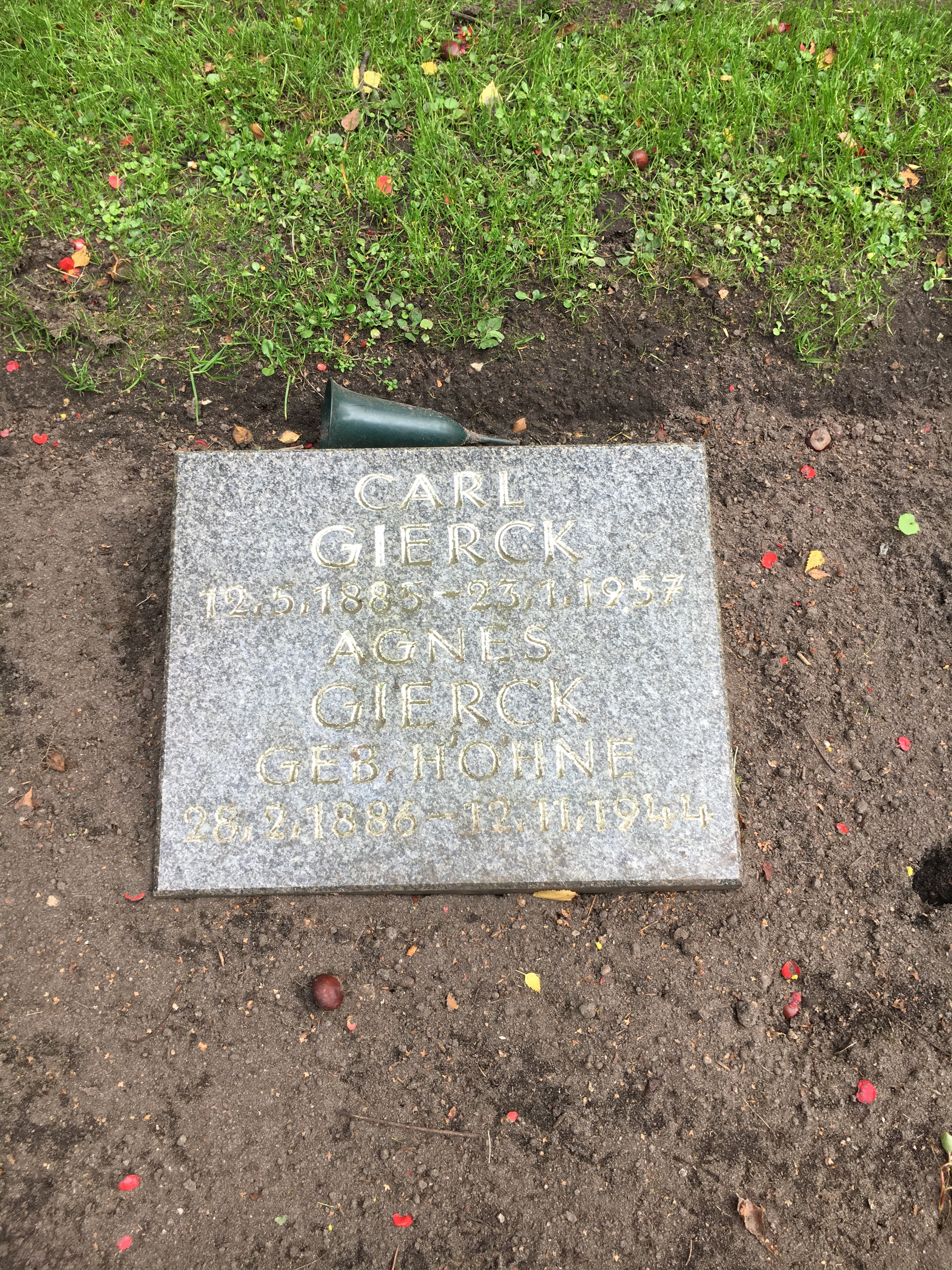
Kissenstein von Agnes und Carl Gierck auf dem Ehrenfeld der Geschwister-Scholl-Stiftung auf dem Friedhof Ohlsdorf

Mitte der 1970er Jahre regten Studenten an, ein Studentenwohnheim am Kiwittsmoor 36 nach Agnes Gierck zu benennen. Das Kuratorium des Hamburger Studentenwerks kam diesem Vorschlag jedoch nicht nach.
Seit 1976 befinden sich die Gräber von Agnes und Carl Gierck auf dem Ehrenfeld der Geschwister-Scholl-Stiftung auf dem Friedhof Ohlsdorf im Planquadrat Bn 73 unter Nr. 128.
1996 beschloss der Ortsausschuss Fuhlsbüttel, den Peter-Mühlens-Weg in Agnes-Gierck-Weg umzubenennen. Da Peter Mühlens während der NS-Zeit Menschenversuche unternommen hatte, hatte sich der Anwohner René Senenko für diese Umbenennung eingesetzt. Es gelang ihm, aus mehr als der Hälfte aller ansässigen Haushalte Unterschriften für den Namenswechsel einzuholen. Erna Mayer (1925–2022) von der VVN-BdA Hamburg-Nord schlug als Ersatznamen Agnes Gierck vor. Die GAL und die SPD stimmten am 19. November 1996 für den Vorschlag, die CDU dagegen. Der Wechsel der Straßenschilder erfolgte am 28. Februar 1997. Der damalige Ortsamtsleiter Wolfgang Engelmann stellte Giercks Leistungen nur ungenügend dar, als er bei einer Rede sagte, dass Gierck „im klassischen Sinne“ keine Widerstandskämpferin gewesen sei. Die Bezirksabgeordnete Renate Herzog hob Agnes Gierck dem damaligen Kenntnisstand folgend als „einfache Frau“ hervor, die man „aus geringen Gründen verhaftet und gefoltert habe“.

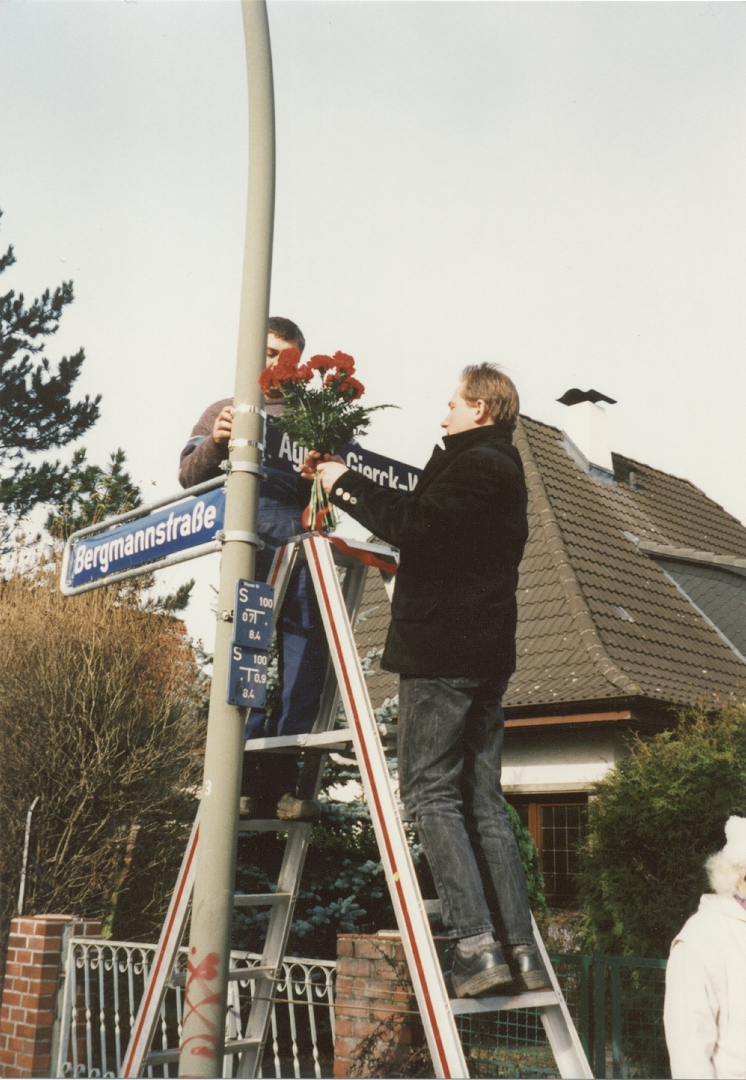
Montage des neuen Straßennamensschildes „Agnes-Gierck-Weg“, Februar 1997

Die Rolle von Agnes Gierck wurde erst später neu bewertet: 2009 beschäftigten sich Fünftklässler des Gymnasiums Heidberg – angeleitet von ihrer Religionslehrerin Elke Hertel – mit dem Leben Agnes Giercks. Mit ihrer Arbeit gewannen sie den Hamburger Landespreis, den dritten Bundespreis des Geschichtswettbewerbs des Bundespräsidenten, den Bertini-Preis und eine Auszeichnung von Demokratisch Handeln. Der neue Bezirksamtsleiter Wolfgang Kopitzsch unterstützt das Anliegen einer Neubewertung. Eine Ausstellung im Hamburger Rathaus nahm Gierck daraufhin im Januar 2010 in die Liste der Personen auf, die von 1933 bis 1945 als Widerstandskämpfer verfolgt wurden.